# 神谷昭男
神谷 昭男（かみや あきお、1944年12月10日 - ）は、日本の実業家、東京トヨペット株式会社（現・トヨタモビリティ東京）元代表取締役社長・会長、トヨタ自動車株式会社元取締役、学校法人立教学院元理事長、丸八殖産株式会社代表取締役会長。

## 人物・経歴
1944年、トヨタ自動車販売の初代社長で"販売の神様"と呼ばれた神谷正太郎の三男として、東京で生まれる。
1967年、立教大学経済学部卒業。
1999年、トヨタ自動車株式会社取締役に就任。2002年、東京トヨペット株式会社（現・トヨタモビリティ東京）代表取締役社長に就任。2010年に代表取締役会長となり、2014年に退任して顧問に就任。
2014年、学校法人立教学院理事長に就任。
2016年、表千家同門会東京支部長。現在、父・正太郎が創業した丸八殖産株式会社で代表取締役会長を務める。